# Liste der Seen in der Schweiz
Die Liste der Seen in der Schweiz ist eine Zusammenstellung einer Vielzahl von Listen von Seen und anderen Stillgewässern in der Schweiz – ohne Anspruch auf Vollständigkeit.
Sortierung nach Grösse:

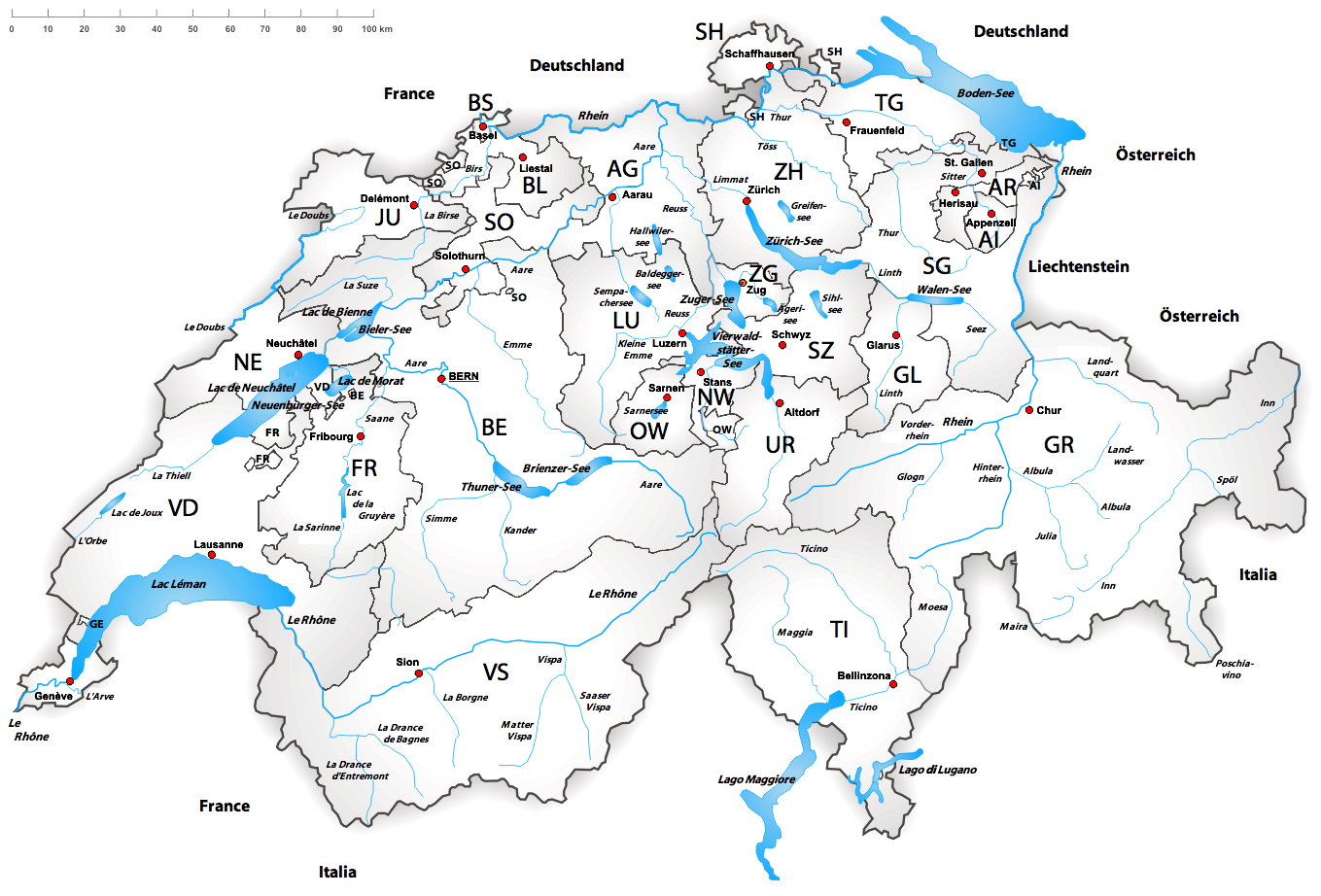
Karte der Schweiz mit den grössten Seen und Flüssen sowie den Kantonen mit ihren Hauptorten. Es fehlen die Seen in Graubünden sowie die meisten Speicherseen

- Liste der grössten Seen in der Schweiz

Sortierung nach Kantonen:
- Liste der Seen im Kanton Aargau
- Liste der Seen im Appenzell
- Liste der Seen im Kanton Basel-Stadt
- Liste der Seen im Kanton Basel-Landschaft;
- Liste der Seen im Kanton Bern
- Liste der Seen im Kanton Freiburg
- Liste der Seen im Kanton Genf
- Liste der Seen im Kanton Glarus
- Liste der Seen im Kanton Graubünden
- Liste der Seen im Kanton Jura
- Liste der Seen im Kanton Luzern
- Liste der Seen im Kanton Neuenburg
- Liste der Seen im Kanton Nidwalden
- Liste der Seen im Kanton Obwalden
- Liste der Seen im Kanton Schaffhausen
- Liste der Seen im Kanton Schwyz
- Liste der Seen im Kanton Solothurn
- Liste der Seen im Kanton St. Gallen
- Liste der Seen im Kanton Tessin
- Liste der Seen im Kanton Thurgau
- Liste der Seen im Kanton Uri
- Liste der Seen im Kanton Waadt
- Liste der Seen im Kanton Wallis
- Liste der Seen im Kanton Zug
- Liste der Seen im Kanton Zürich

Speicherseen:
- Liste der Speicherseen in der Schweiz